# چهل و یکمین مراسم گلدن گلوب
۴۱مین مراسم گلدن گلوب برای ارج نهادن به بهترین فیلم و شوی تلویزیونی سال ۱۹۸۳ در ۲۸ ژانویه سال ۱۹۸۴ برگزار شد.
باربارا استرایسند اولین زن تاریخ گلدن گلوب هست که توانسته برنده بهترین کارگردانی شود و پیش از این نیز برنده جایزه بهترین بازیگری در گلدن گلوب را شده بود. وی از معدود هنرمندهایی است که توانسته اکثراً جایزه‌های معتبر از جمله اسکار، امی، گرمی، تونی؛ بفتا و گلدن گلوب را تصاحب کند.

## برندگان و نامزدها

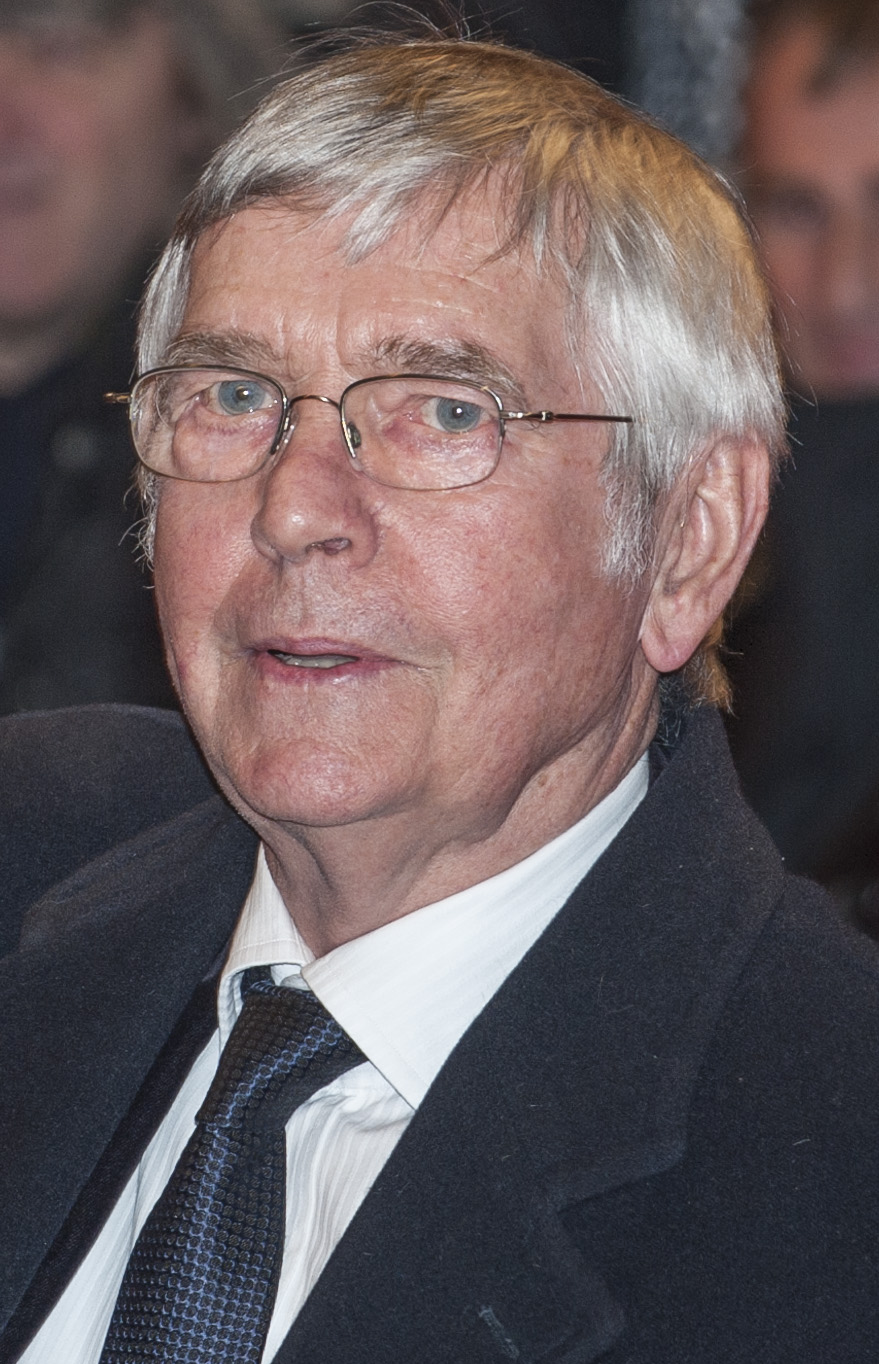
تام کورتنی — Best Actor in a Motion Picture, Drama co-winner

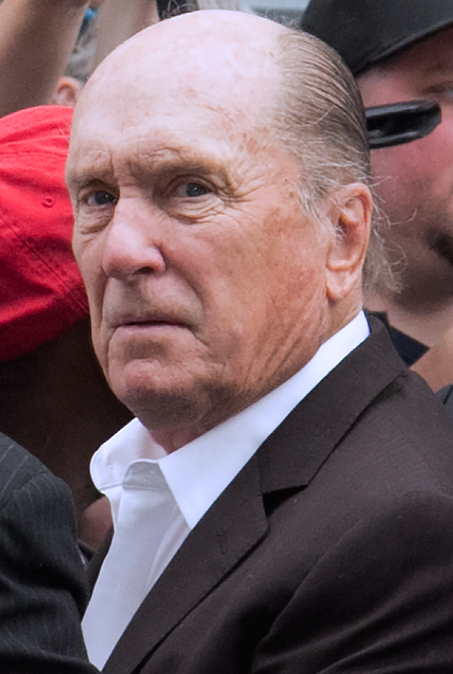
رابرت دووال — Best Actor in a Motion Picture, Drama co-winner

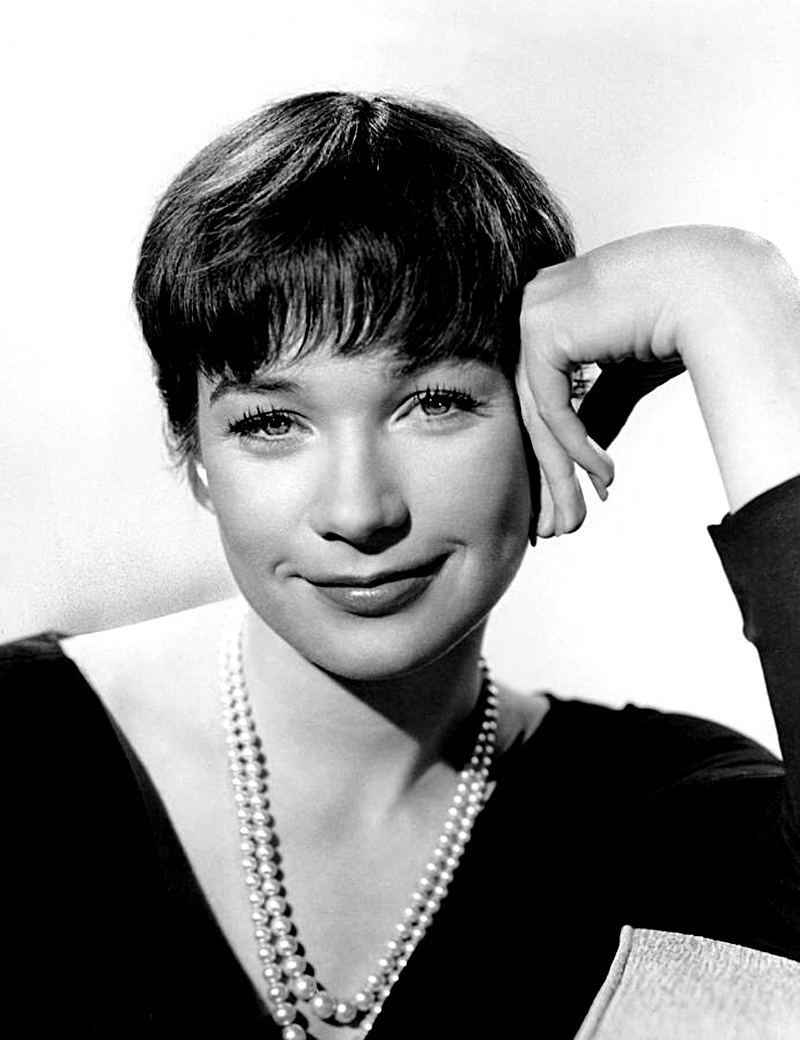
شرلی مک‌لین — Best Actress in a Motion Picture, Drama winner

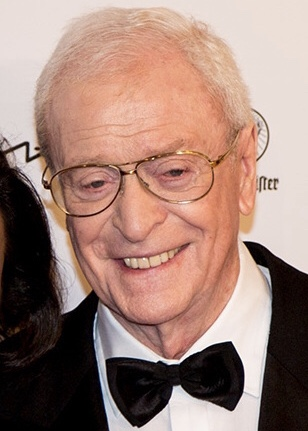
مایکل کین — Best Actor in a Motion Picture, Comedy or Musical winner

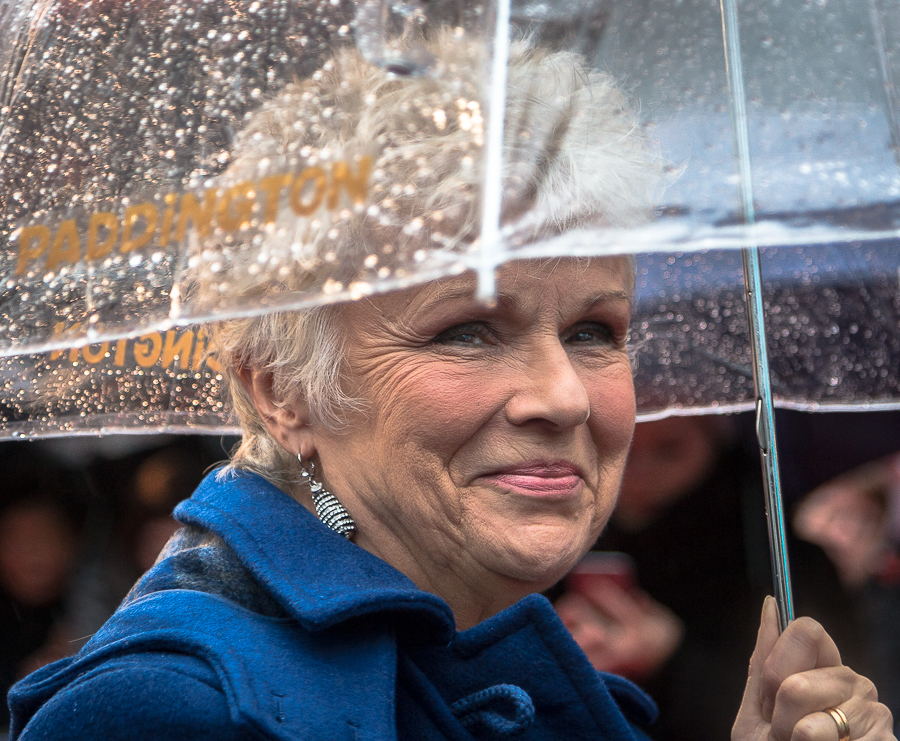
جولی والترز — Best Actress in a Motion Picture, Comedy or Musical winner

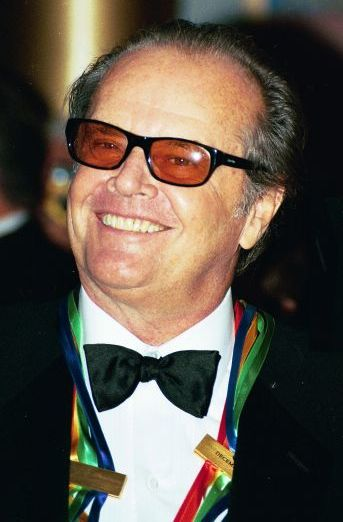
جک نیکلسون — Best Supporting Actor in a Motion Picture, winner

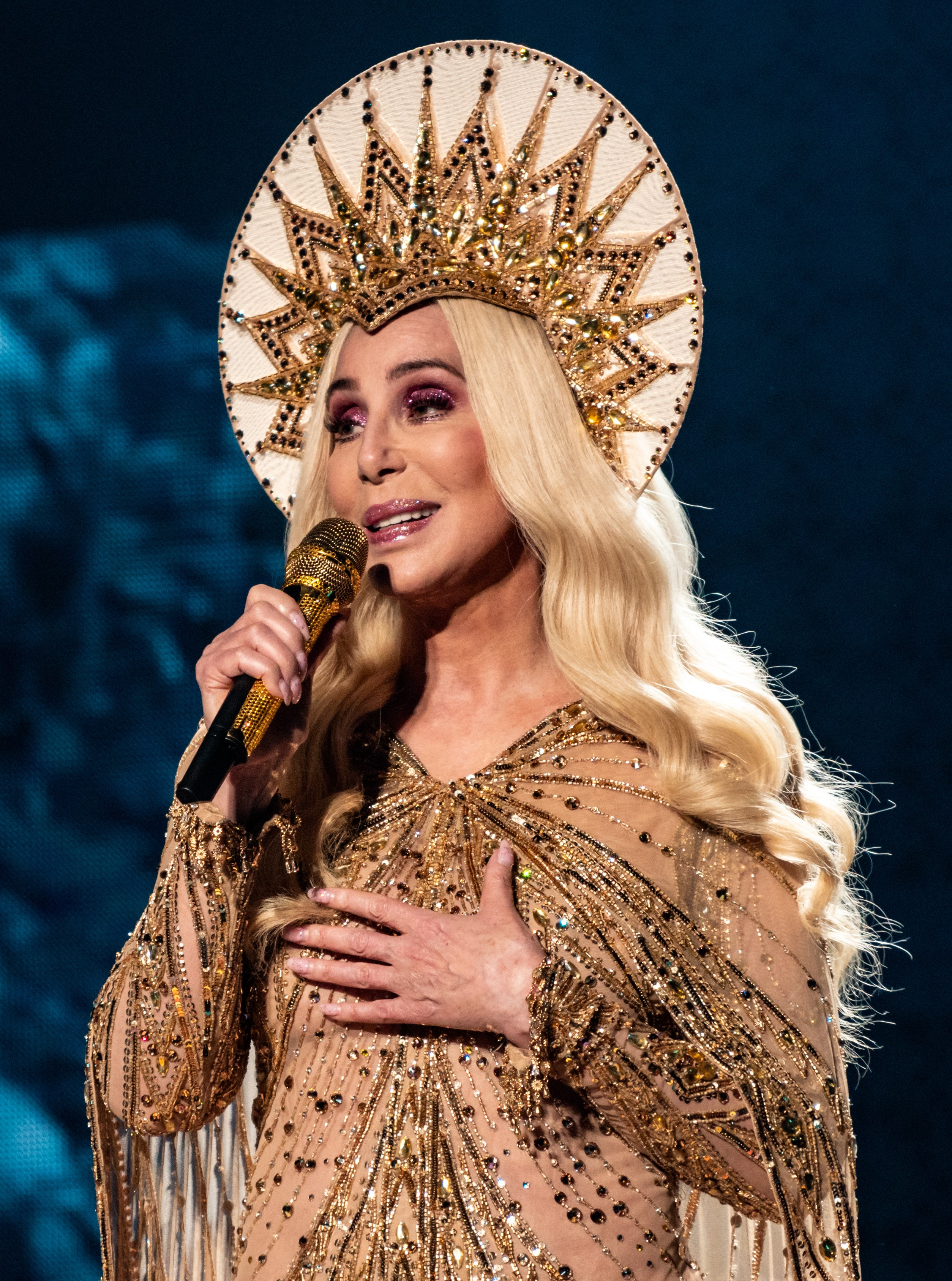
شر — Best Supporting Actress in a Motion Picture, winner

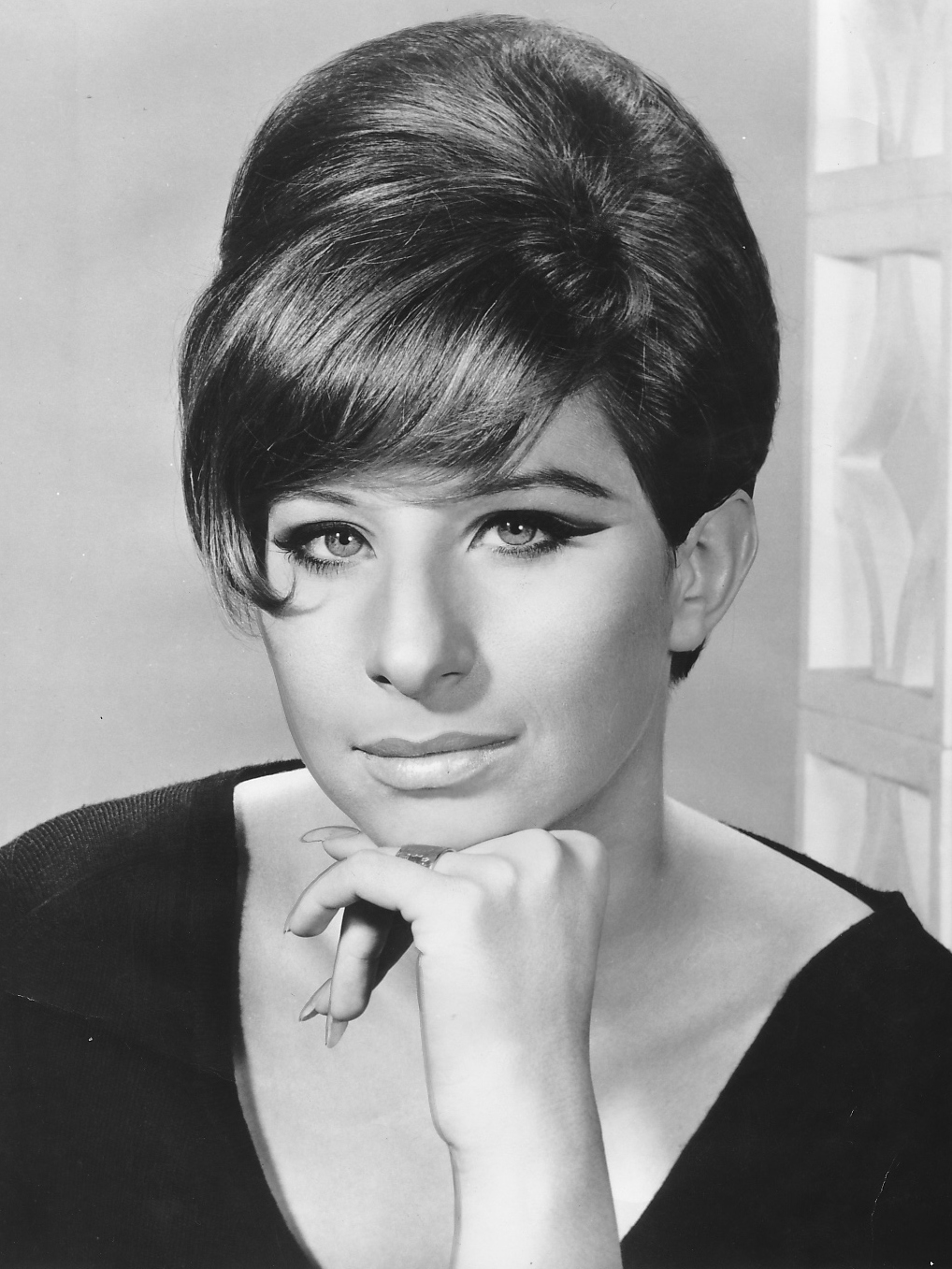
باربارا استرایسند — Best Director, winner

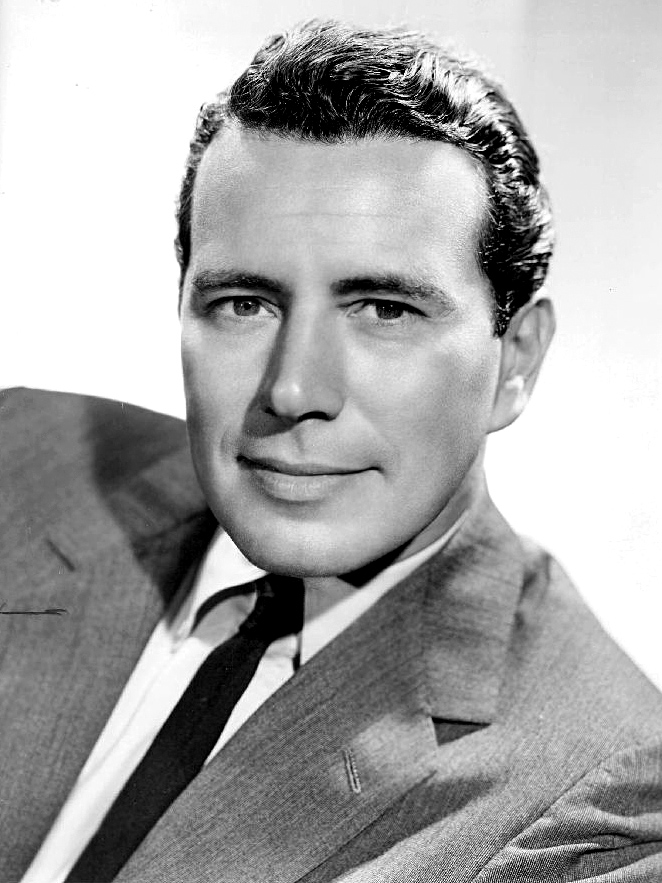
جان فورسایث — Best Actor in a Television Series, Drama winner

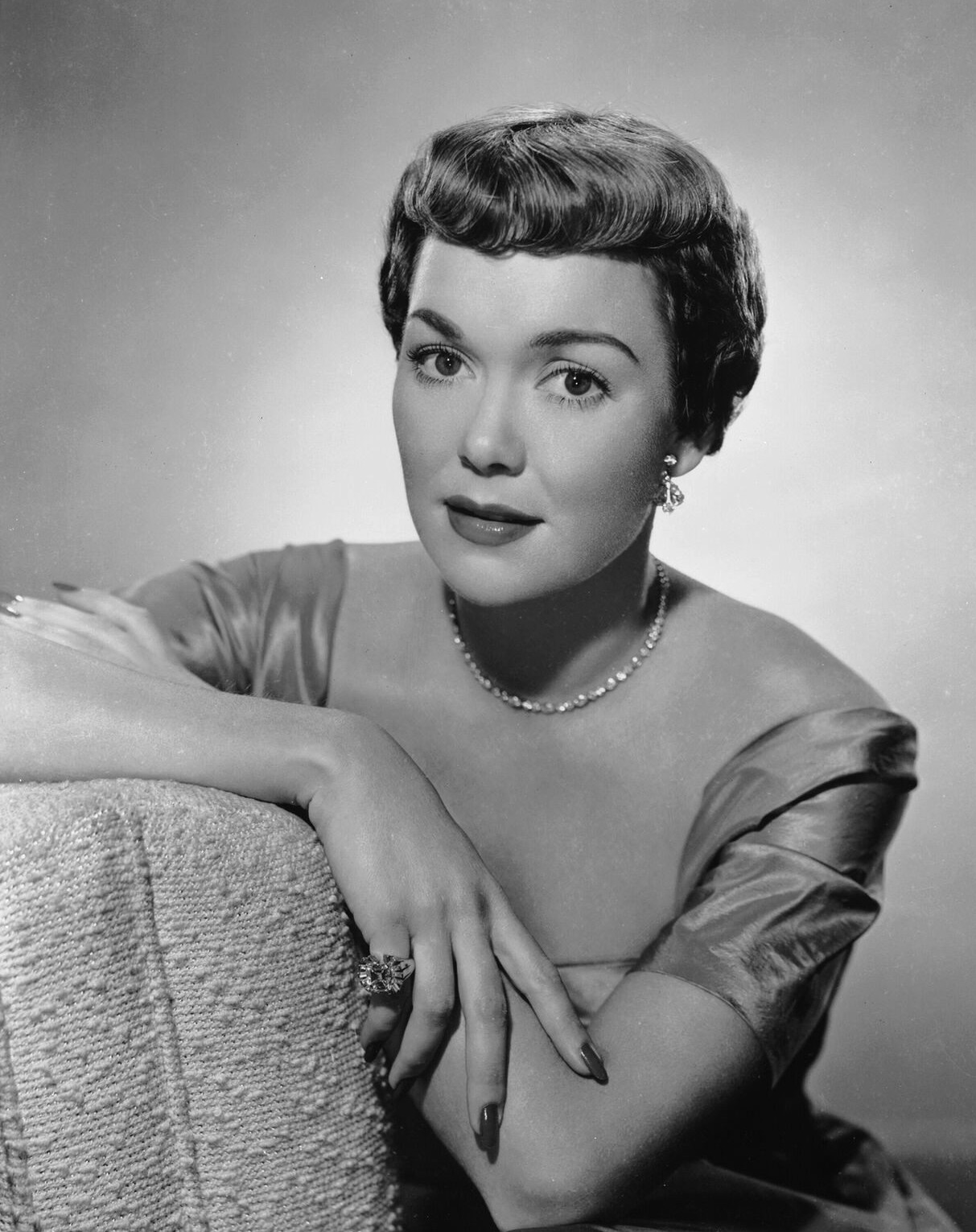
جین وایمن — Best Actress in a Television Series, Drama winner

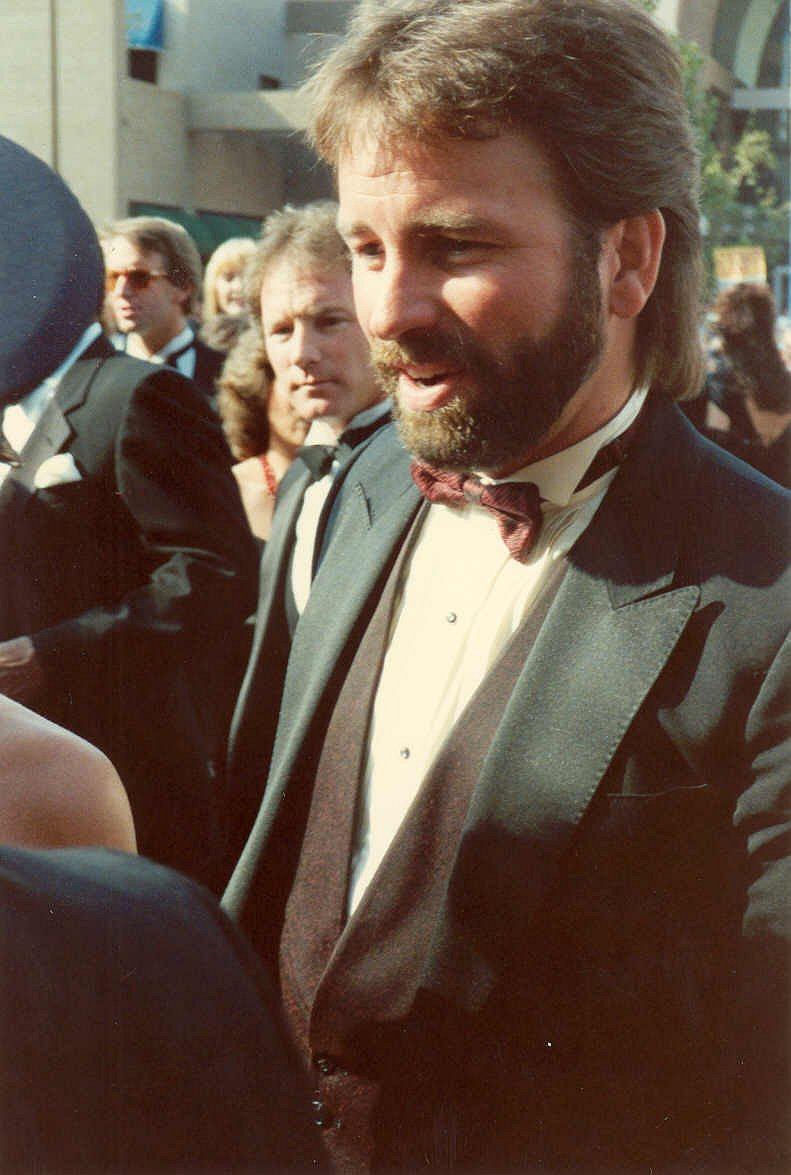
جان ریتر — Best Actor in a Television Series, Comedy or Musical winner

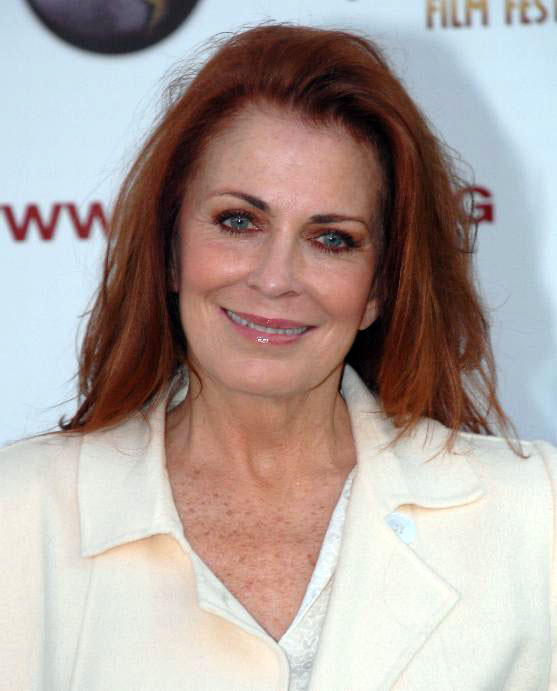
جوانا کسیدی — Best Actress in a Television Series, Comedy or Musical winner

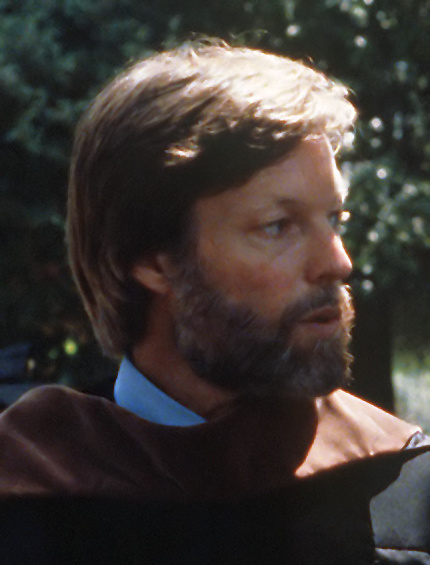
ریچارد چمبرلین — Best Actor in a Miniseries or Television Film, winner

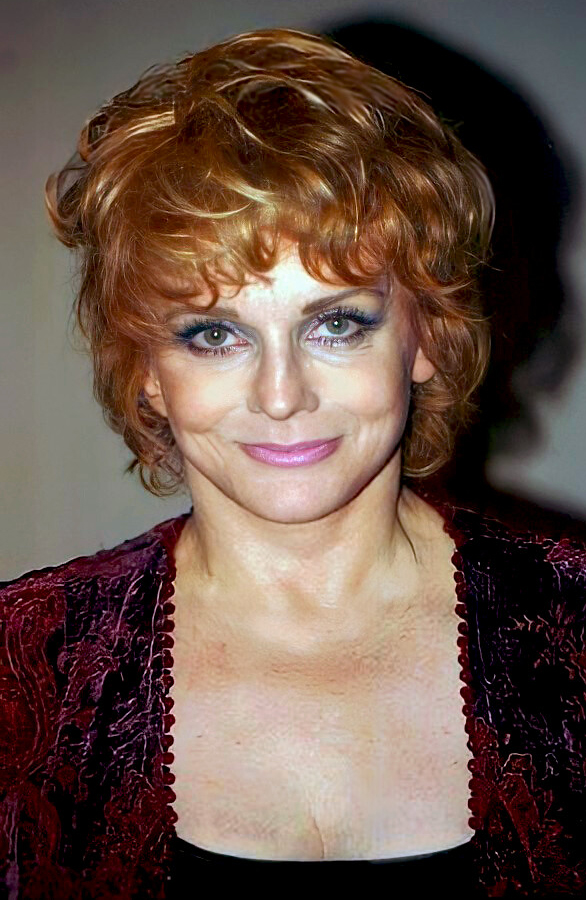
آن مارگرت — Best Actress in a Miniseries or Television Film, winner

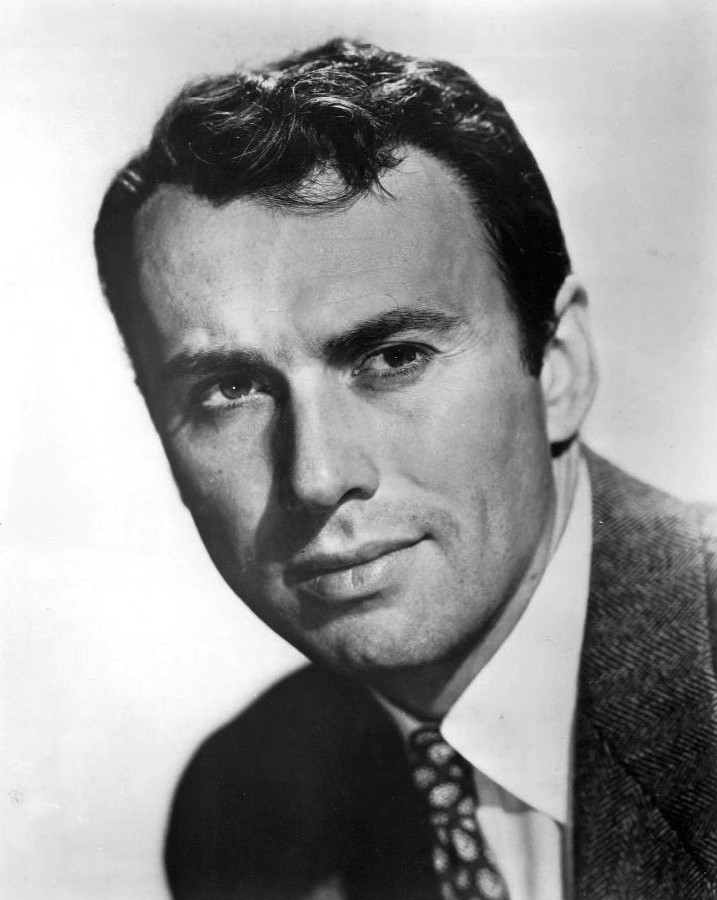
ریچارد کایلی — Best Supporting Actor in a Series, Miniseries or Motion Picture Made for Television winner

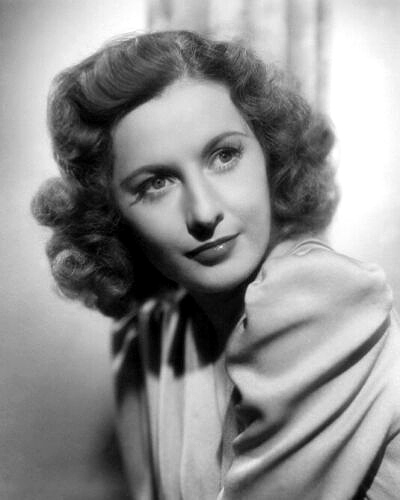
باربارا استانویک — Best Supporting Actress in a Series, Miniseries or Motion Picture Made for Television winner

### فیلم سینمایی
| بهتریم فیلم | بهتریم فیلم |
| جایزه گلدن گلوب بهترین فیلم – درام | جایزه گلدن گلوب بهترین فیلم – موزیکال یا کمدی |
| --- | --- |
| - شرایط مهرورزی - روبن، روبن - مردان واقعی - سیلک‌وود - بخشش‌های محبت‌آمیز | - ینتل - اندوه شدید - فلش‌دنس - اماکن تجاری - زلیگ |
| بهترین اجرا در یک فیلم درام | |
| جایزه گلدن گلوب بهترین بازیگر مرد – فیلم درام | جایزه گلدن گلوب بهترین بازیگر زن – فیلم درام |
| - تام کورتنی – متصدی لباس در نقش Norman - رابرت دووال – بخشش‌های محبت‌آمیز در نقش Mac Sledge - تام کونتی – روبن، روبن در نقش Gowan McGland - ریچارد فارنزورث – The Grey Fox در نقش Bill Miner / George Edwards - آلبرت فینی – متصدی لباس در نقش Sir - آل پاچینو – صورت‌زخمی در نقش تونی مونتانا - اریک رابرتس – Star 80 در نقش Paul Snider | - شرلی مک‌لین – شرایط مهرورزی در نقش Aurora Greenway - جین الکساندر – عهد در نقش Carol Wetherly - بانی بدیلیا – Heart Like a Wheel در نقش Shirley Muldowney - مریل استریپ – سیلک‌وود در نقش Karen Silkwood - دبرا وینگر – شرایط مهرورزی در نقش Emma Greenway-Horton                                                            |
| بهترین اجرا در یک فیلم موزیکال یا کمدی | |
| جایزه گلدن گلوب بهترین بازیگر مرد – فیلم موزیکال یا کمدی | جایزه گلدن گلوب بهترین بازیگر زن – فیلم موزیکال یا کمدی |
| - مایکل کین – ریتای محصل در نقش Prof. Frank Bryant - وودی آلن – زلیگ در نقش Leonard Zelig - تام کروز – تجارت پرمخاطره در نقش Joel Goodson - ادی مورفی – اماکن تجاری در نقش Billy Ray Valentine - مندی پتینکین – ینتل در نقش Avigdor | - جولی والترز – ریتای محصل در نقش Susan "Rita" White - آن بنکرافت – بودن یا نبودن در نقش Anna Bronski - جنیفر بیلز – فلش‌دنس در نقش Alexandra "Alex" Owens - لیندا رانستد – The Pirates of Penzance در نقش Mabel Stanley - باربارا استرایسند – ینتل در نقش Yentl Mendel                                                       |
| بهترین اجرای مکمل در یک فیلم – درام، کمدی یا موزیکال | |
| جایزه گلدن گلوب بهترین بازیگر نقش مکمل مرد | جایزه گلدن گلوب بهترین بازیگر نقش مکمل زن |
| - جک نیکلسون – شرایط مهرورزی در نقش Garrett Breedlove - استیون باوئر – صورت‌زخمی در نقش Manny Ribera - چارلز دارنینگ – بودن یا نبودن در نقش S.S. Colonel Erhardt - جین هکمن – زیر آتش در نقش Alex Grazier - کرت راسل – سیلک‌وود در نقش Drew Stephens                                                                                      | - شر – سیلک‌وود در نقش Dolly Pelliker - باربارا کاررا – دیگر هرگز نگو هرگز در نقش Fatima Blush - تس هارپر – بخشش‌های محبت‌آمیز در نقش Rosa Lee - لیندا هانت – سال زندگی خطرناک در نقش Billy Kwan - یوآنا پاتسوا – پارک گورکی در نقش Irina Asanova                                                                               |
| سایر | |
| جایزه گلدن گلوب بهترین کارگردانی | جایزه گلدن گلوب بهترین فیلم‌نامه |
| - باربارا استرایسند – ینتل - بروس برسفورد – بخشش‌های محبت‌آمیز - اینگمار برگمان – فانی و الکساندر - جیمز ال. بروکس – شرایط مهرورزی - مایک نیکولز – سیلک‌وود - پیتر ییتس – متصدی لباس | - شرایط مهرورزی – جیمز ال. بروکس - اندوه شدید – Barbara Benedek and لارنس کاسدان - متصدی لباس – رونالد هاروود - ریتای محصل – Willy Russell - روبن، روبن – جولیوس جی. اپستاین |
| جایزه گلدن گلوب بهترین موسیقی | جایزه گلدن گلوب بهترین ترانه غیراقتباسی |
| - فلش‌دنس – جورجو مورودر - ماهی جنگی – استوارت کاپلند - Scarface – جورجو مورودر - زیر آتش – جری گلدسمیت - ینتل – آلن و مرلین برگمن and میشل لوگران | - "فلش‌دنس… چه احساسی" (جورجو مورودر، کیث فورسی، ایرنه کارا) – فلش‌دنس - "Far from Over" (فرانک استالونه، Vince DiCola) – زنده ماندن - "Maniac" (Michael Sembello, Dennis Matkosky) – فلش‌دنس - "Over You" (Austin Roberts, Bobby Hart) – بخشش‌های محبت‌آمیز - "The Way He Makes Me Feel" (میشل لوگران، آلن و مرلین برگمن) – ینتل |
| جایزه گلدن گلوب بهترین فیلم غیر انگلیسی‌زبان | |
| - فانی و الکساندر (سوئد) - کارمن (اسپانیا) - متصدی لباس (انگلستان) - ریتای محصل (انگلستان) - The Grey Fox (کانادا) | |

فیلم‌های زیر چندین نامزدی دریافت کردند:
| نامزدی | عنوان فیلم       |
| ------ | ---------------- |
| ۶      | شرایط مهرورزی    |
| ۶      | ینتل             |
| ۵      | متصدی لباس       |
| ۵      | فلش‌دنس           |
| ۵      | سیلک‌وود          |
| ۴      | ریتای محصل       |
| ۴      | بخشش‌های محبت‌آمیز |
| ۳      | روبن، روبن       |
| ۳      | صورت‌زخمی         |
| ۲      | اندوه شدید       |
| ۲      | The Grey Fox     |
| ۲      | زلیگ             |

The following films received multiple wins:
| Wins | Title               |
| ---- | ------------------- |
| ۳    | Terms of Endearment |
| ۲    | Educating Rita      |
| ۲    | Flashdance          |
| ۲    | Yentl               |

### مجموعه تلویزیونی
| Best Television Series | Best Television Series |
| درام | موزیکال یا کمدی |
| --- | --- |
| دودمان - Cagney & Lacey - دالاس - Hart to Hart - Hill Street Blues | Fame - Buffalo Bill - چیرز - Newhart - Taxi |
| بهترین اجرا در یک Television Series – Drama | |
| Actor | Actress |
| جان فورسایث - دودمان در نقش Blake Carrington - جیمز برولین - Hotel در نقش Peter McDermott - تام سلک - Magnum, P.I. در نقش Thomas Magnum III - دانیل جی. تراونتی - Hill Street Blues در نقش Capt. Francis "Frank" Furillo - رابرت واگنر - Hart to Hart در نقش Jonathan Hart                                   | جین وایمن - Falcon Crest در نقش Angela Channing - جوآن کالینز - دودمان در نقش Alexis Colby - تاین دالی - Cagney & Lacey در نقش Mary Beth Lacey - لیندا ایوانز - دودمان در نقش Krystle Carrington - استفانی پاورز - Hart to Hart در نقش Jennifer Hart |
| بهترین اجرا در یک مجموعه تلویزیونی – کمدی یا موزیکال | |
| هنرپیشه مرد | هنرپیشه زن |
| جان ریتر - Three's Company در نقش Jack Tripper - دابنی کلمن - Buffalo Bill در نقش "Buffalo" Bill Bittinger - تد دنسن - چیرز در نقش Sam Malone - رابرت گویلام - Benson در نقش Benson DuBois - باب نیوهارت - Newhart در نقش Dick Loudon                                                                        | جوانا کسیدی - Buffalo Bill در نقش Joanna "Jo-Jo" White - دبی آلن - Fame در نقش Lydia Grant - مدلین کان - Oh Madeline در نقش Madeline Wayne - شلی لانگ - چیرز در نقش Diane Chambers - ایزابل سنفرد - The Jeffersons در نقش Louise Jefferson |
| بهترین اجرا در یک مینی‌سریال یا تله‌فیلم | |
| هنرپیشه مرد | هنرپیشه زن |
| ریچارد چمبرلین - The Thorn Birds در نقش Ralph de Bricassart - رابرت بلیک - Blood Feud در نقش James R. Hoffa - لوئیس گوست، جونیور - Sadat در نقش Anwar al-Sadat - مارتین شین - Kennedy در نقش John F. Kennedy - پیتر اشتراوس - Heart of Steel در نقش Emory                                                    | آن مارگرت - Who Will Love My Children? در نقش Lucile Fray - سوزان بلکلی - Will There Really Be a Morning? در نقش Frances Farmer - بلر براون - Kennedy در نقش Jacqueline Kennedy - جنا رولندز - Thursday's Child در نقش Victoria Alden - راشل وارد - The Thorn Birds در نقش Meggie Cleary                                                                                  |
| بهترین اجرای مکمل در یک مجموعه, مینی‌سریال یا تله‌فیلم | |
| هنرپیشه مرد مکمل | هنرپیشه زن مکمل |
| ریچارد کایلی - The Thorn Birds در نقش Paddy Cleary - برایان براون - The Thorn Birds در نقش Luke O'Neill - جان هاوسمن - The Winds of War در نقش Aaron Jastrow - پری کینگ - قلب عجول در نقش Yank - راب لو - Thursday's Child در نقش Sam Alden - یان-مایکل وینسنت - The Winds of War در نقش Byron "Briny" Henry | باربارا استانویک - The Thorn Birds در نقش Mary Carson - پالی هالیدی - The Gift of Love: A Christmas Story در نقش Aunt Minerva - آنجلا لنسبوری - The Gift of Love: A Christmas Story در نقش Amanda Fenwick - پایپر لوری - The Thorn Birds در نقش Anne Mueller - جین سیمونز - The Thorn Birds در نقش Fee Cleary - ویکتوریا تنانت - The Winds of War در نقش Pamela Tudsburry |
| بهترین مینی‌سریال یا تله‌فیلم | |
| The Thorn Birds - Kennedy - The Winds of War - Heart of Steel - Who Will Love My Children? | |

The following programs received multiple nominations:
| نامزدی‌ها | عنوان فیلم                          |
| -------- | ----------------------------------- |
| ۸        | The Thorn Birds                     |
| ۴        | دودمان                              |
| ۴        | The Winds of War                    |
| ۳        | چیرز                                |
| ۳        | Hart to Hart                        |
| ۳        | Kennedy                             |
| ۲        | Buffalo Bill                        |
| ۲        | Cagney & Lacey                      |
| ۲        | Fame                                |
| ۲        | The Gift of Love: A Christmas Story |
| ۲        | Heart of Steel                      |
| ۲        | Hill Street Blues                   |
| ۲        | Newhart                             |
| ۲        | Thursday's Child                    |
| ۲        | Who Will Love My Children?          |

The following programs received multiple wins:
| برندگان | عنوان فیلم      |
| ------- | --------------- |
| ۴       | The Thorn Birds |
| ۲       | Dynasty         |

## Ceremony

### Presenters
- مائود آدامز
- اد اسنر
- کریستوفر اتکینز
- آن بکستر
- جف بریجز
- سوزان کلارک
- مایک کانرز
- ویلیام دیون
- تری گار
- ملیسا گیلبرت
- لوئیس گوست، جونیور
- جین هکمن
- ماریل همینگوی
- آلکس کاراس
- شریل لاد
- لورنزو لاماس
- داین لین
- هتر لاکلیر
- جینا لولوبریجیدا
- شلی لانگ
- دونا میلز
- مایکل پاری
- کلیف رابرتسون
- مارک رایدل
- تلی ساوالاس
- جرج سیگال
- کانی سله‌کا
- Steve Shagan
- ویلیام شاتنر
- جیل سنت جان
- لی وان کلیف
- رابرت واگنر
- دی والاس
- لزلی ان وارن
- ریچارد ویدمارک

### جایزه گلدن گلوب سیسیل بی. دمیل
پل نیومن